# مفهوم حقوق الإنسان
تعريف حقوق الإنسان المبادئ الاخلاقية.   المتفق عليها وهي أساسية لا يجوز المساس بها تحميها القوانين الدولية.......
مبادئ حقوق الإنسان  
هذه الصفحة توفر معلومات وفيرة حول حقوق الإنسان وكذلك دور الأمم المتحدة في حمايتها.
مفهوم حقوق الإنسان  
تعددت المفاهيم والمصطلحات التي استخدمت للدلالة على حقوق إنسان فقد أطلق على هذه الحقوق الإنسانية في بداية القرن الثامن عشر بـ(الحقوق الطبيعية) تأثراً بما كتبه أنصار مدرسة الـقانون طبيعي، وسميت أيضاً بـ(حقوق قانون الشعوب) باعتبار أن هذه الحقوق اعترفت 
بها القوانين الوضعية للدول المختلفة في عصرنا الحديث، كما أطلق عليها الكتاب تسميات مختلفة منها (الحريات العامة) أو (الحريات الفردية الأساسية) أو (الـحقوق اساسية للفرد)، كما أطلق عليها في عدة دساتير (الحقوق والواجبات الأساسية) مثل الدستور العراقي المؤقت الصادر عام 1970.
تطور حقوق الإنسان 
مرت حقوق الإنسان بحقب تاريخية مختلفة على مر العصور ادت إلى تطور مفهوم حقوق الإنسان، فحقوق الإنسان تتمثل في الـعصور الوسطى بعدد من الـ وثائق القوانين التي صدرت في عدة دول غربية حيث كانت البلدان العربية الإسلامية ترزح تحت نير الأستعمار والانحطاط والتخلف.
لذلك جاءت حقوق الإنسان بصيغتها الراهنة تعكس منظاراً غربياً ذا أفاق عالمية لا يتعارض مضمونها مع المنظار العربي والإسلامي لحقوق الإنسان من حيث الإطار العام لصيانة كرامة الإنسان وحقوقه.
أنواع حقوق الإنسان 
هناك عدت تقسيمات يمكن من خلالها تصنيف حقوق الإنسان إلى اقسام حسب نوع التقسيم ومعيار التقسيم وآثار التفريق بين هذه الأنواع.ولما كانت مفاهيم حقوق الإنسان لا يصح النظر إليها بوصفها حقوقا مجردة، وإنما هي تتطور من حيث نطاقها ومضامينها بتطور العلاقات الاجتماعية ودرجة التوافق بين المجتمعين المجتمع السياسي والمجتمع المدني في إطار هذه العلاقات الاجتماعية، لذلك فقد تباينت اجتهادات الباحثين بشأن تصنيفات هذه الحقوق وتقسيماتها المختلفة.
المواثيق الدولية لحقوق الإنسان 
هنالك عدد من الاعلانات والامواثيق والاتفاقيات الخاصة بحقوق الإنسان في هذا الصدد.
حقوق الإنسان والقانون الدولي الإنساني 
الضروري معرفة الفرق بين حقوق الإنسان والقانون الدولي الإنساني وتحديد وجه العلاقة بينهما، فضلا عن اوجه الشبه والاختلاف، خاصة إذ يخلط الكثير بين هذين الفرعين من القانون، والذين يعدان من احدث فروع الـقانون دولي العام، يمكن القول ان العلاقة بين القانون الدولي لحقوق الإنسان والقانون الدولي الإنساني لم تحظ بالاهتمام الواجب إلا عندما انعقد المؤتمر الدولي لحقوق الإنسان الذي عقدته الامم المتحدة في طهران عام(1968) والذي ربط رسمياً بين هذين الفرعين من القانون
مصادر حقوق الإنسان 
هنالك عدة مصادر لحقوق الإنسان يمكن تقسيمها إلى ثلاث مجموعات وهي على المستوى الديني والدولي والوطني
الأمم المتحدة وحماية حقوق الإنسان 
تلعب الأمم المتحدة دورا رئيسيا وجوهريا في حماية حقوق الإنسان من خلال توفير اليات حماية دولية ومن خلال الاختصاصات للهيئات الرئيسة المعنية بحماية حقوق الإنسان وكذلك الوكالات المتخصصة

ضمانات الأمم المتحدة لحقوق الإنسان 
لم تكتف الأمم المتحدة بتوفير اليات لحماية حقوق الإنسان وانما عملت على توفير ضمانات لتامين الحماية منها ضمانات تتعلق المواثيق والاتفاقيات والاعلانات الدولية أو ضمانات تتعلق اللجان التعاهدية المعنية بحماية حقوق الإنسان ومنها احكام المحاكم الجنائية
حقوق الإنسان هي مجموعة الحقوق الطبيعية المتلازمة مع طبيعته الإنسانية والتي تظل موجودة وان لم يتم الاعتراف بها.
وهي أيضا تلامس كل ما يحتاجه الإنسان من الامن المادي والحماية الصحية وايجاد عمل وحد ادنى من التعليم وبالتالي فهو مفهوم متطور قابل للتوسع بمقدار تطور الإنسان وازدياد حاجاته: